# Sylvia Hanika
Sylvia Hanika, född 30 november 1959 i München, dåvarande Västtyskland, är en tysk vänsterhänt tidigare professionell tennisspelare. 

## Tenniskarriären
Sylvia Hanika blev professionell spelare på WTA-touren 1977 och spelade tävlingstennis där fram till 1990. Under karriären vann hon sex singeltitlar och en dubbeltitel. Hanikas främsta singelmerit är finalsegern 1982 i säsongsavslutande Virginia Slims Championships över Martina Navratilova (1-6, 6-3, 6-4). Hon nådde också finalen i Grand Slam-turneringen Franska öppna säsongen 1981, men hon förlorade den mot tjeckiskan Hana Mandlikova (2-6, 4-6). Hon spelade i prispengar in 1,296,560 US Dollar. 
Hanika noterade förutom segrar över Navratilova meriterande karriärsegrar över spelare som Gabriela Sabatini, Arantxa Sánchez Vicario, Wendy Turnbull och Chris Evert. På vägen till final i Franska öppna 1981 besegrade hon Navratilova och landsmaninnan Andrea Jaeger. Hon turneringsbesegrade Navratilova också 1982 (finalseger i Avon Championships). 
Under säsongerna 1983-84 tvingades Hanika till långvarigt speluppehåll beroende på en virusinfektion. I slutet av karriären (1989) drabbades hon av besvärande skador som nedsatte hennes spelförmåga. 
Hanika deltog i det västtyska Fed Cup-laget 1978-81, 1984-85 och 1988. 

## Spelaren och personen
Sylvia Hanika är 173 cm lång och vägde under sin aktiva tenniskarriär 61 kg. Förutom tennis intresserar hon sig för skidåkning och har även i sin ungdom tävlat inom den idrotten. Hon har också tävlat som rallyförare. Efter säsongerna 1979 och 1981 fick hon utmärkelsen WTA Most Improved Player. 
Sylvia Hanika gifte sig 1989 med Harold Holder och är numera bosatt i La Manga i Spanien. 

## Professionella titlar
- Singel
  - 1986 - Athen
  - 1984 - Brighton
  - 1982 - Avon Championships
  - 1981 - Seattle
  - 1979 - Tyska inomhusmästerskapen
  - 1978 - Tyska inomhusmästerskapen
- Dubbel
  - 1988 - Adelaide (med Claudia Kohde-Kilsch).